# Humberto García
Humberto Antonio García Ramírez (Luque, Paraguay; 13 de mayo de 1974) es un exfutbolista y entrenador paraguayo. Actualmente, en 2025 se encuentra dirigiendo al Club Sportivo Ameliano de la Primera División de Paraguay.
Es conocido popularmente por la gran campaña que tuvo dirigiendo al Club Sportivo Ameliano entre 2019 y 2022, pasando de la tercera división a la primera división de Paraguay en solo 2 temporadas, ascendiendo al club de manera consecutiva año tras año y derrotando a equipos mucho más grandes en el camino. También dirigió la campaña inicial de Ameliano en la Copa Paraguay 2022 hasta la fase de octavos de final, ya que fue despedido del club por sus "malos" resultados en la liga local. Posteriormente se reincorporó al club y logró otra gran victoria en la Supercopa Paraguay 2022.

## Trayectoria

### Como jugador (1994 - 1996)
Ocupó la posición de mediocampista y su trayectoria deportiva se vio truncada tras un período de dos años debido a una lesión de consideración, por lo que decidió meterse de lleno en la dirección técnica empezando a dirigir las divisiones inferiores del club Sport Colombia, obteniendo un total de aproximadamente 30 títulos en diversas categorías de las divisiones juveniles.

### Como entrenador (2007 - actualmente)
García comenzó su carrera como entrenador en el Club Sport Colombia en 2007. Dejó el equipo al final de la temporada 2009, asumiendo posteriormente el cargo en Sportivo San Lorenzo, pero regresó a Sport Colombia poco después.

#### El "General de Luque" (2013 - 2016)
En 2011, García fue nombrado entrenador del Club General Díaz, contribuyendo a su ascenso a la Primera División en 2012, como campeones.
Fue despedido el 29 de marzo de 2015 y fue nombrado al mando del equipo de primera división del Club Deportivo Capiatá el 6 de abril. Fue destituido del Deportivo Capiatá el 24 de agosto de 2015, y García regresó al Club General Díaz siete días después, ayudando al equipo a evitar el descenso. Tras un breve período de regreso en Sport Colombia, asumió el cargo de Club Fernando de la Mora en julio de 2016, antes de regresar una vez más a Club General Díaz el 21 de noviembre. El club evitó el descenso por estrecho margen nuevamente. 

#### Paso por otros equipos (2017 - 2018)
De vuelta en el Club Fernando de la Mora para el inicio de la temporada 2017, García fue reemplazado por Julio Villalba en mayo de ese año. El 16 de abril de 2018, fue nombrado entrenador de Deportivo Liberación en la segunda división, pero fue destituido el 3 de julio.

#### "El Milagroso DT" del Ameliano (2019 - 2023)
El 5 de marzo de 2019, García fue nombrado como entrenador del Club Sportivo Ameliano en la Primera División B (tercera división). Tras lograr el ascenso a la Segunda División como campeones, llevó al club a la máxima categoría en 2021, después de ganar los playoffs de promoción y mandando al descenso al Club Sportivo Luqueño en su centenario.
El 18 de septiembre de 2022, García fue destituido del Sportivo Ameliano y dos días después fue nombrado al mando del equipo de tercera división, el Sportivo Mariscal López. El 22 de noviembre, regresó al Club Sportivo Ameliano después de la renuncia de Juan Pablo Pumpido.
El 31 de diciembre de 2023 dejó el cargo de entrenador del Club Sportivo Ameliano.

#### El "General del Este" (2024)
Siendo ya conocido por su gran experiencia "salvando clubes pequeños", el 18 de junio de 2024 fue contratado por el Club General Caballero JLM, al cual logró reorganizar y salvar de un descenso casi inminente, luego de una brillante campaña en el Torneo Clausura 2024, donde logró vencer a rivales mucho más poderosos como Cerro Porteño, Libertad, 2 de Mayo y Ameliano; así como consiguiendo valiosos empates ante Luqueño, Olimpia, Nacional y Guaraní. Esto hizo que su equipo finalicé en el séptimo lugar, asegurando así su permanencia en la Primera División por otro año más.
El 3 de diciembre de 2024 el contrato de García no fue renovado por el Club General Caballero JLM que prefirió traer a Troadio Duarte como nuevo DT para la temporada 2025, por lo que García estuvo libre desde entonces.

#### "Un viejo conocido" en la V azulada (2025)
El 17 de abril de 2025 fue confirmado su regreso como DT del Club Sportivo Ameliano, en reemplazo de Aldo Bobadilla.

## Clubes

### Como jugador
| Club           | País     | Año       |
| -------------- | -------- | --------- |
| Sport Colombia | Paraguay | 1994-1996 |

### Como director técnico
| Club (*)                                  | País     | Periodo                   | Cantidad de días |
| ----------------------------------------- | -------- | ------------------------- | ---------------- |
| Sport Colombia                            | Paraguay | 2007-2009                 |                  |
| Club Sportivo San Lorenzo                 | Paraguay | 2010                      |                  |
| Sport Colombia                            | Paraguay | 2010-2011                 |                  |
| Selección de Paraguay División Intermedia | Paraguay | 2011                      |                  |
| Independiente FBC                         | Paraguay | 1 dic 2012 - 31 dic 2012  | 30 días          |
| Club General Díaz                         | Paraguay | 1 ene 2013 - 1 mar 2015   | 789 días         |
| Club Deportivo Capiatá                    | Paraguay | 6 abr 2015 - 25 ago 2015  | 141 días         |
| Club General Díaz                         | Paraguay | 4 sep 2015 - 20 may 2016  | 259 días         |
| Sport Colombia                            | Paraguay | 31 may 2016 - 9 jul 2016  | 39 días          |
| Club Fernando de la Mora                  | Paraguay | 17 jul 2016 - 31 oct 2016 | 76 días          |
| Club General Díaz                         | Paraguay | 23 nov 2016 - 31 dic 2016 | 38 días          |
| Club Fernando de la Mora                  | Paraguay | 1 ene 2017 - 6 may 2017   | 125 días         |
| Sport Colombia                            | Paraguay | 1 feb 2018 - 5 mar 2018   | 32 días          |
| Deportivo Liberación                      | Paraguay | 15 abr 2018 - 1 jul 2018  | 77 días          |
| Club Sportivo Ameliano                    | Paraguay | 5 mar 2019 - 30 nov 2019  | 270 días         |
| Club Mariscal López                       | Paraguay | 4 dic 2019 - 13 dic 2019  | 9 días           |
| Club Sportivo Ameliano                    | Paraguay | 15 dic 2019 - 18 sep 2022 | 977 días         |
| Sportivo San Miguel                       | Paraguay | 19 sep 2022 - 20 sep 2022 | 1 día            |
| Club Mariscal López                       | Paraguay | 20 sep 2022 - 21 nov 2022 | 32 días          |
| Club Sportivo Ameliano                    | Paraguay | 22 nov 2022 - 31 dic 2023 | 405 días         |
| Club Sol de América                       | Paraguay | 10 feb 2024 - 21 abr 2024 | 71 días          |
| Sportivo San Miguel                       | Paraguay | 21 abr 2024 - 6 may 2024  | 15 días          |
| Resistencia Sport Club                    | Paraguay | 7 may 2024 - 9 jun 2024   | 33 días          |
| General Caballero JLM                     | Paraguay | 18 jun 2024 - 3 dic 2024  | 169 días         |
| Club Sportivo Ameliano                    | Paraguay | 17 abr 2025 - actualidad  |                  |

| Título              | Club                   | País     | Año  |
| ------------------- | ---------------------- | -------- | ---- |
| Primera B           | Sport Colombia         | Paraguay | 2007 |
| División Intermedia | General Díaz           | Paraguay | 2012 |
| Primera B           | Club Sportivo Ameliano | Paraguay | 2019 |
| Supercopa Paraguay  | Club Sportivo Ameliano | Paraguay | 2022 |